# Progress (Pennsylvanie)
Progress est une census-designated place située dans le comté du Dauphin, dans l’État de Pennsylvanie, aux États-Unis. Lors du recensement de 2020, elle compte 11 168 habitants.